# Роберто Фернандес Бонільйо
Роберто Фернандес Бонільйо (ісп. Roberto Fernández Bonillo, нар. 5 липня 1962, Бечі) — іспанський футболіст, що грав на позиції півзахисника. По завершенні ігрової кар'єри — тренер.
Виступав, зокрема, за клуби «Валенсія» та «Вільярреал», а також національну збірну Іспанії.
Дворазовий володар Кубка Іспанії з футболу. Володар Кубка Кубків УЄФА. 

## Клубна кар'єра
У дорослому футболі дебютом можна вважати 1977 рік та перший контракт з клубом «Вільярреал», в якому щоправда він не зіграв жодного матчу. 
Протягом 1978—1981 років захищав кольори команди клубу «Кастельйон».
Своєю грою за останню команду привернув увагу представників тренерського штабу клубу «Валенсія», до складу якого приєднався 1981 року. Відіграв за валенсійський клуб наступні п'ять сезонів своєї ігрової кар'єри. Більшість часу, проведеного у складі «Валенсії», був основним гравцем команди.
1986 року уклав контракт з клубом «Барселона», у складі якого провів наступні чотири роки своєї кар'єри гравця.  Граючи у складі «Барселони» також здебільшого виходив на поле в основному складі команди. За цей час виборов титул володаря Кубка Кубків УЄФА.
З 1990 року знову, цього разу п'ять сезонів захищав кольори команди клубу «Валенсія».  Тренерським штабом нового клубу також розглядався як гравець «основи».
З 1995 року знову, цього разу чотири сезони захищав кольори команди клубу «Вільярреал».  Тренерським штабом нового клубу також розглядався як гравець «основи».
Завершив професійну ігрову кар'єру у клубі «Кордова», за команду якого виступав протягом 1999—2001 років.

## Виступи за збірну
У складі юнацької збірної Іспанії провів 13 матчів забив один гол. На молодіжному рівні провів 22 матчі.
1982 року дебютував в офіційних матчах у складі національної збірної Іспанії. Протягом кар'єри у національній команді, яка тривала 10 років, провів у формі головної команди країни 29 матчів, забивши 2 голи.
У складі збірної був учасником чемпіонату Європи 1984 року у Франції, де разом з командою здобув «срібло», чемпіонату світу 1990 року в Італії.

## Кар'єра тренера
Розпочав тренерську кар'єру невдовзі по завершенні кар'єри гравця, 2004 року, очоливши тренерський штаб клубу «Кордова».
В подальшому очолював команду клубу «Оріуела».
Наразі останнім місцем тренерської роботи був клуб «Альсіра», головним тренером команди якого Роберто Фернандес Бонільйо відпрацював лише один рік 2008.

## Титули і досягнення

### Клубні
- Володар Кубка Іспанії з футболу (2):

«Барселона»:  1987-1988, 1989-1990
- Володар Кубка Кубків УЄФА (1):

«Барселона»:  1988-1989

## Титули і досягнення
Іспанія
- Віце-чемпіон Європи: 1984

Іспанія U-21
- Чемпіон Європи (U-21): 1986